# رابرت کالدول (بازیکن فوتبال)
رابرت کالدول (انگلیسی: Robert Caldwell؛ زادهٔ ژوئیه ۱۹۰۹) بازیکن فوتبال است.
از باشگاه‌هایی که در آن بازی کرده‌است می‌توان به باشگاه فوتبال بریستول سیتی اشاره کرد.